# 미즈키 (유적)

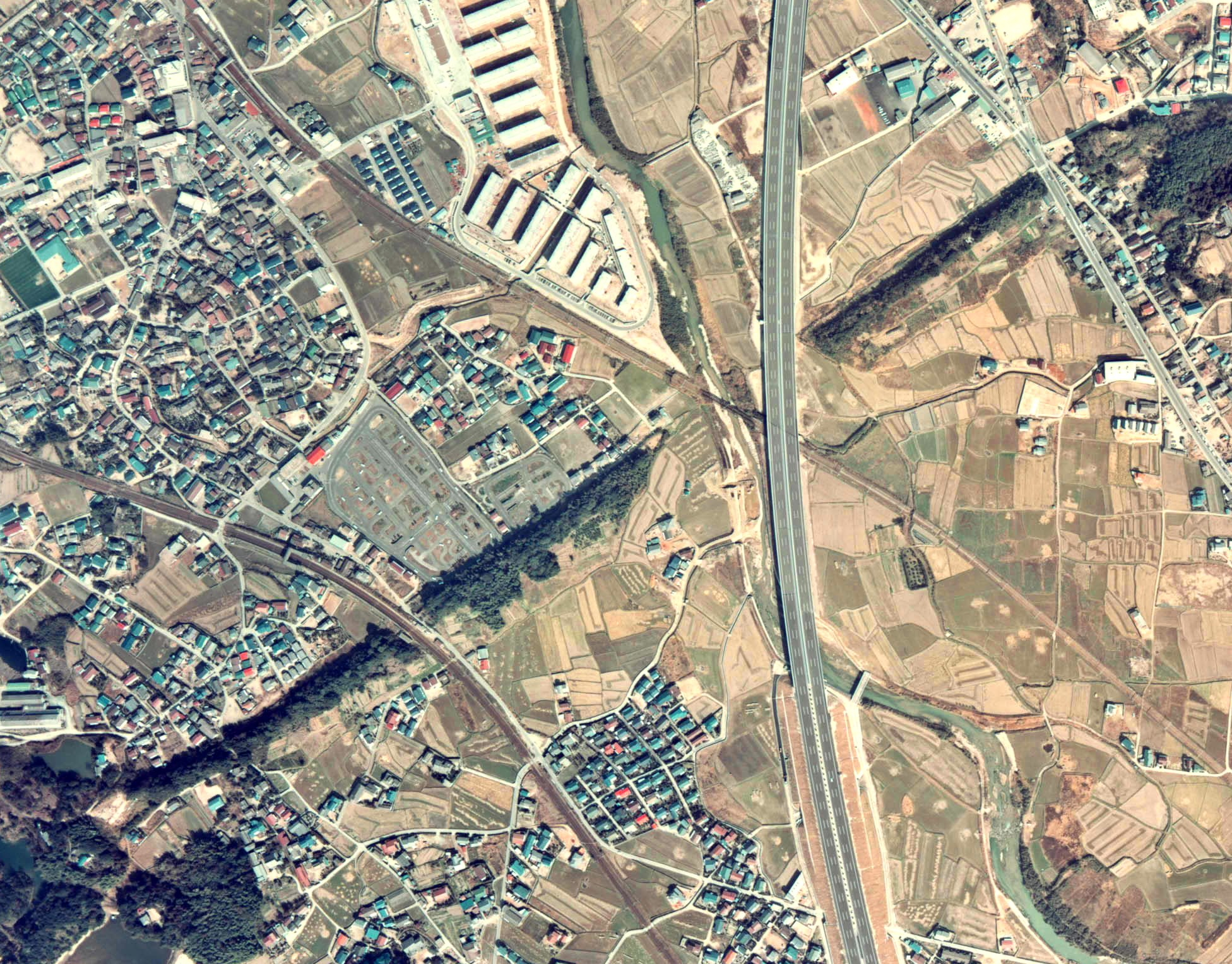

미즈키(水城)는 후쿠오카현 다자이후시, 오노조시, 가스가시에 걸쳐 있는 고대 일본의 성이다. 성터는 현재 일본의 국가특별사적으로 지정되어 있다.
다자이후의 서쪽 방어를 위해 축조되었던 토루(土塁), 해자로 길이는 약 1.2km에 달한다.

## 역사
663년, 백제(百濟) 부흥군을 지원하고자 원병을 파병했던 왜는 백강 어귀에서 나 ・ 당 연합군에 대패하였다(백강 전투). 사이메이 천황 사후 칭제(称制)의 형식으로 즉위식도 제대로 올리지 않고 왜를 다스렸던 나카노오에 황자(中大兄皇子)는 나 ・ 당 연합군이 왜로 공격해 올 것을 우려하여 하카타 만(博多湾)에서 다자이후(大宰府)로 쳐들어오는 적군의 침공 루트를 상정해 664년에 미즈키 성을 짓게 되었다. 665년에는 기타큐슈(北九州)에서 세토 내해(瀬戸内海) 연안에 걸쳐 오노 성(大野城), 기이 성(基肄城), 나가토 성(長門城) 등 고대 산성(조선식 산성)을 쌓도록 하였다. 이들 성의 축조에는 억례복류(憶礼福留), 사비복부(四比福夫) 등 백제 부흥운동 실패 이후 왜로 망명해 온 옛 백제 무장들이 나서서 그 축조를 감독하였다. 667년에는 수도를 내륙부인 오미(近江) 오쓰 궁(大津宮)으로 옮기고, 이듬해 정월에야 나카노오에의 즉위식이 거행되었다(덴지 천황).
훗날 1274년에 일본을 공격했던 고려와 몽골의 연합군에 맞서 서부 방어선으로써 미즈키의 개축이 이루어졌는데, 실제 전장으로 미즈키가 쓰이는 일은 없었다.

## 구조와 용도
미즈키는 하카타 만 방면에서 쳐들어오는 적에 맞서 다자이후를 방호하기 위한 방어선으로써 직선상의 해자와 토루를 갖고 있다. 토루는 높이 10m 이상, 너비 80m 이상, 길이 1.2km 정도이고, 하카타 만 쪽으로 판 해자는 폭이 60m에 깊이 4m로 물을 채웠다. 토루에는 두 곳의 개구부가 있고, 발굴 조사 결과 그곳이 성문으로 사용되었음을 확인하였다. 토루 내부는 미카사 강(御笠川)에서 끌어들인 물이 흐르도록 나무 물길을 설치했다.
남서쪽 산능성이 너머 장소에는 현재 쇼미즈키(小水城)라 불리는 길이 80m 토루가 있다. 이것은 미즈키와 함께 다자이후를 방어하기 위한 시설로 추정되고 있다.
다자이후 정청(大宰府政庁) 유적에 인접해 설치된 「다자이후 전시관」에 미즈키를 하늘에서 올려다 본 파노라마나 구조를 보여주는 리플리카(정밀 복제품)이 전시되고 있다.

### 이설
미즈키의 용도에 대해서는 단순한 성벽이 아니라 유사시 미카사 강을 틀어막아 두었다가 바깥쪽 빈 해자로 적병이 들어오면 막아두었던 물을 방류해 적병을 한꺼번에 쓸어버리기 위한 수공(水攻)의 용도도 포함되어 있었다는 설도 있다. 다만 물을 가둬두기에는 다소 불편한 문과 나무 물길의 존재, 그리고 쇼미즈키의 존재 의의를 생각하면 이 설은 설득력이 결여되어 있다는 시각도 있다.

## 같이 보기
- 다자이후